# ルーマニア陸軍
ルーマニア陸軍 (ルーマニア語: Forţele Terestre Române)は、ルーマニア軍の陸軍。近年NATOに加盟した旧東側諸国の中では装備の現代化が最も進んでいる陸軍として知られる。
ルーマニア陸軍は二度の世界大戦に参加した。その内第一次世界大戦では途中参戦してオーストリア・ハンガリー領に侵攻した。ルーマニア陸軍は緒戦で独墺軍やブルガリア軍の反撃に敗北したが、ロシア軍の参戦にも助けられ、マラシェシュティの戦いで最終的に勝利を得た。第二次世界大戦では枢軸側に参戦して東部戦線に加わり、ソ連軍と交戦した。大戦末期に連合国側に鞍替えしたルーマニア陸軍はソ連領から退いたドイツ軍を攻撃してソ連の反撃に助力した。第二次世界大戦後は共産政権が成立し、ルーマニア陸軍は東側諸国軍の一端としてソ連軍を規範とした。
1989年革命により民主化が達成された後、軍は深刻な予算不足から多くの近代的兵器を処分され、師団は大幅に削減された。同様に資源不足や訓練の減少によってルーマニア軍は非常に脆弱な軍隊と評価された。1990年代後期からは改善が図られ、国防力の見直しが進められた。1996年以降、軍の予算は4年連続で増加しており2007年には6億3600万ドルから一挙に28億ドルに引き上げられた。長年施行されてきた徴兵制も廃止され、職業軍人化を推進している。2007年末、軍備の近代化政策は一応の終了を見た。

## 任務
- ルーマニア陸軍はルーマニア軍の中で最も重要な役割を担う[4]
- ルーマニア陸軍は単独、もしくは他軍との連帯によって敵国に対する攻撃や防御を行う[4]
- ルーマニア陸軍は国内だけでなく、海外派兵などに備えて外征用の装備を保持する[4]

## 歴史

### 創設

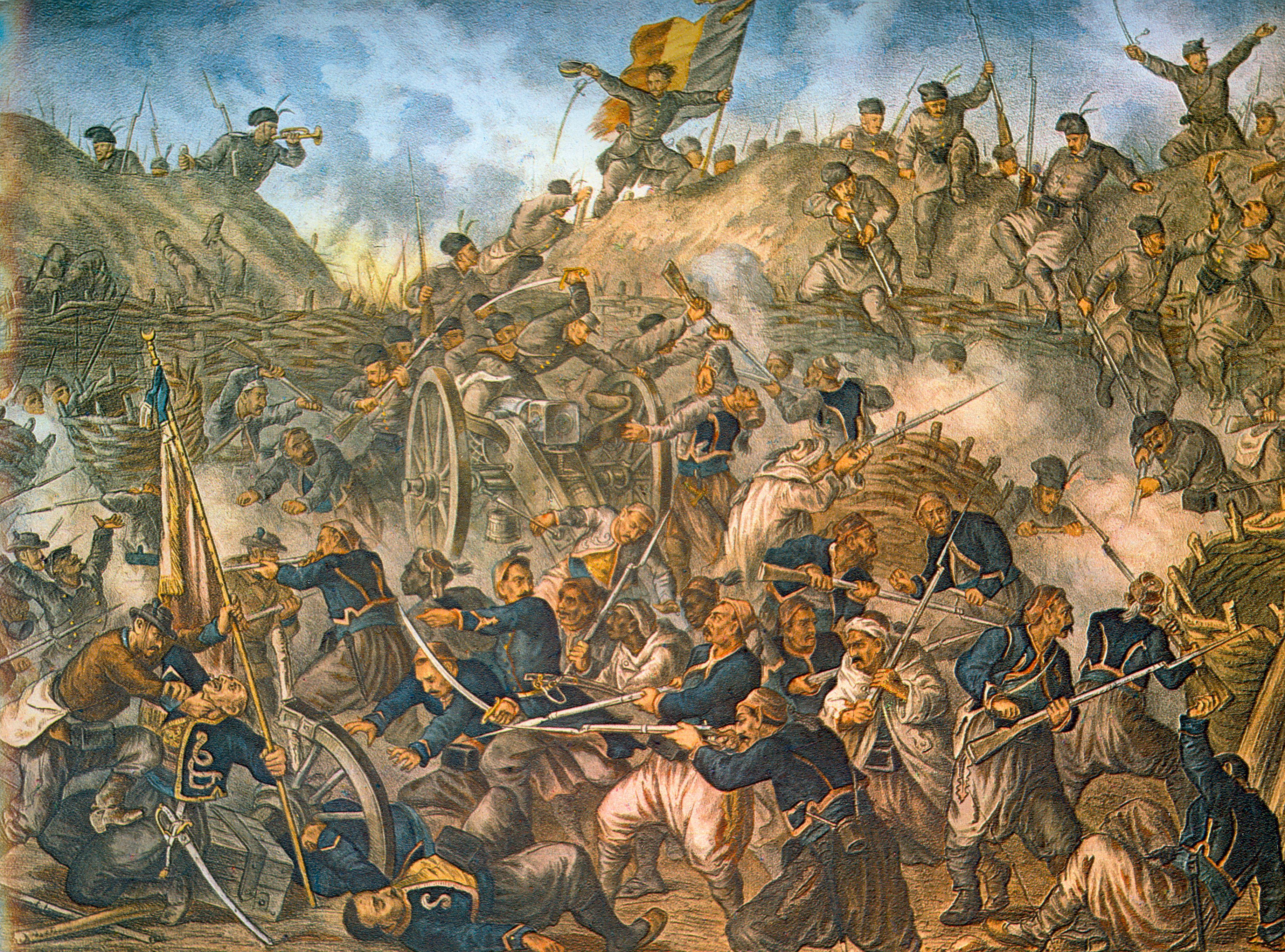
ルーマニア兵を描いた絵画

1848年革命の影響でワラキア公国（ルーマニアの前身の一つ）で革命政権が成立すると、彼らは初めて「ルーマニア軍」と題した組織を作ろうと試みた。しかしオスマン帝国の侵攻でワラキア革命政府が倒されると直ぐに取り下げられた。
現在のルーマニア陸軍は1859年にアレクサンドル・ヨアン・クザがワラキア・モルダヴィア両公国を統合してルーマニア公国を成立させた時、歴史上に現れた。1866年の退位までクザ公に指揮されたルーマニア陸軍は、新たな君主に選ばれたカロル1世の指揮で1877年にロシア・トルコ戦争に参加、その結果として国際社会はオスマン帝国にルーマニア王国の政治的独立を承認させた（サン・ステファノ条約）。ルーマニア国内でルーマニア独立戦争と呼ばれるトルコとの戦いであったが、代償も非常に大きかった。10,000人の戦死者を出した独立戦争以来、ルーマニア陸軍は二度の世界大戦まで軍事行動を避け続けた。

### 第一次世界大戦

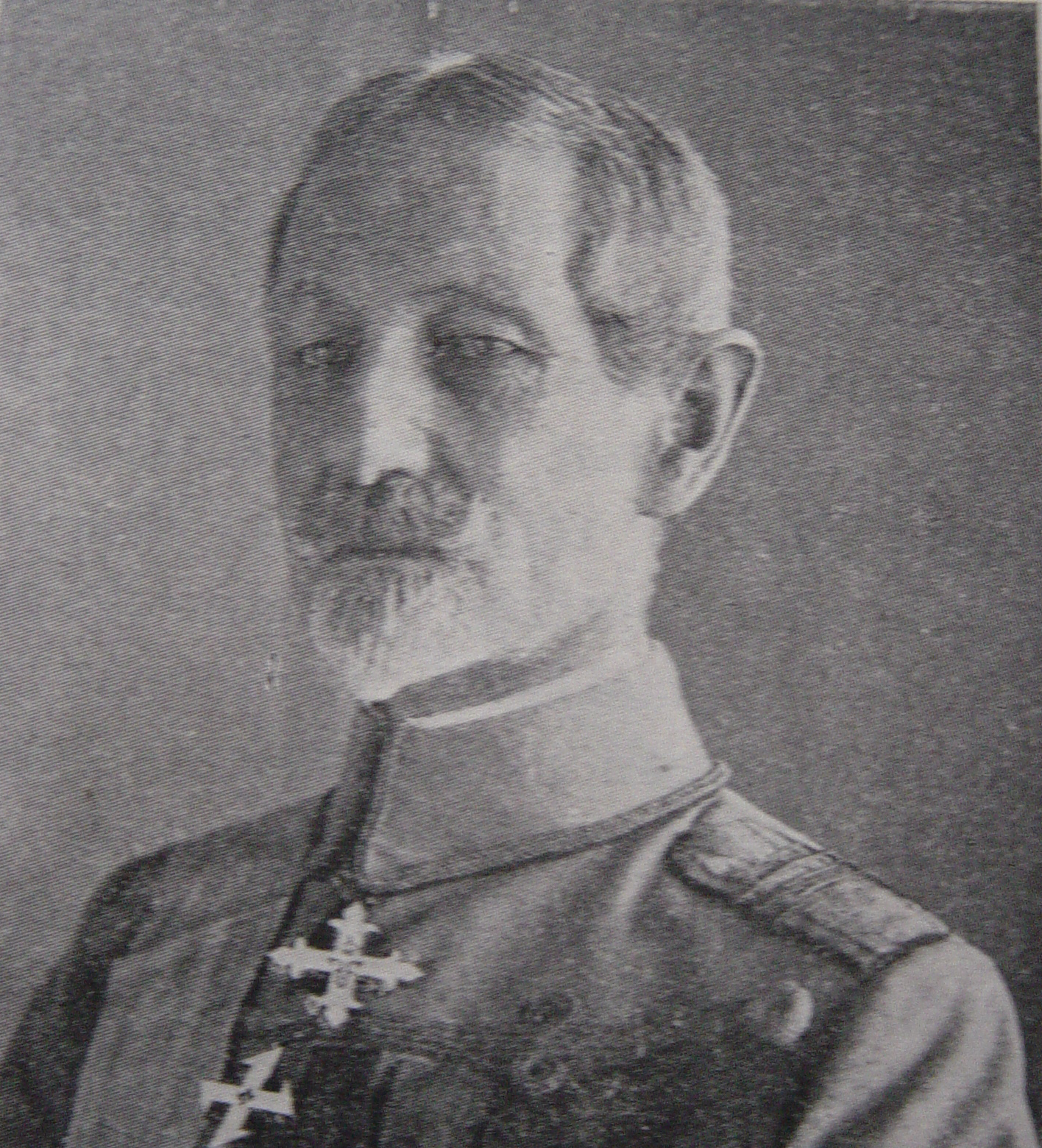
アレクサンドル・アヴェレスク

第一次世界大戦中の1916年8月27日、ルーマニア王国はドイツ帝国とオーストリア・ハンガリー帝国に宣戦布告した。これは明らかにブルシーロフ攻勢（東部戦線の同盟軍に対するロシア軍の決定的勝利）に続こうとして行われた行為だった。ルーマニア軍はオーストリア領トランシルヴァニアに侵攻して大ルーマニア帝国の実現を目指した（トランシルヴァニアの戦い）。しかしエーリッヒ・フォン・ファルケンハイン将軍に率いられた独墺軍は1916年11月に攻撃を撃退し、ルーマニア軍は前線から敗走した。優勢を得たドイツ軍は逆にルーマニア王国領に進撃して、1916年内に首都ブカレストを占領してルーマニアを占領下に置いた。コンスタンティン・プレザン将軍指揮下のルーマニア陸軍残余はルーマニア北東部（モルダヴィア）へ追い払われた。モルダヴィアに立てこもったルーマニア軍はロシア軍と抵抗を続け、1917年7月から8月にかけてイオン・アントネスクはアウグスト・フォン・マッケンゼン将軍の独墺軍の攻撃を遅らせる功績を挙げた。アレクサンドル・アヴェレスク将軍がマラシェシュティの戦いで初めて独墺軍から戦術的勝利を得たが、ロシア軍が革命で戦争を離脱すると単独で抵抗できず降伏した（ブカレスト講和条約）。1919年、ドイツが連合国に降伏してヴェルサイユ条約が締結されると、第259条に基づいてブカレスト条約の破棄を認め、ルーマニアは独立を回復した。

### 第二次世界大戦
イオン・アントネスクが1940年9月に独裁者として王国に君臨すると、ルーマニア陸軍は枢軸国の一員として1941年にバルバロッサ作戦に軍を送った。第4軍と第3軍からなる遠征軍はベッサラビアと南ウクライナでソビエト領内にドイツ軍や他の同盟軍と共に進出し、ソ連に割譲した領土を回収した。ルーマニア陸軍はオデッサやセヴァストポリ要塞を経て、ブラウ作戦でコーカサス地方へと向かった。スターリングラード攻防戦で南北の守りを任されたルーマニアの一大遠征軍は、1942年11月にソ連軍の反撃によって第4軍・第3軍共に壊滅的な惨敗（損害は10万人を超した）を喫して敗走した。ドイツ軍はスターリングラードで包囲殲滅され、東部戦線はソ連軍の攻勢によって東欧を守る戦いへと変わった。
1944年4月から5月、ミハイ・ラコヴィツァ将軍指揮のルーマニア陸軍は、第一次ヤッシー＝キシナウ攻防戦の間、ドイツ第8軍の協力を得ながらソビエト軍から自国ルーマニアの北部を防衛する戦い（第一次・第二次トゥルグ・フルモス攻防戦）を始めた。しかし1944年8月にソ連軍がルーマニア領内に侵攻すると、8月23日に国王ミハイ1世の反独クーデターによりアントネスクらは追放され、ルーマニアはソ連側に寝返って参戦した。ルーマニアが継続して枢軸側に立っていた場合、ソ連軍は半年間長く戦う必要があった。ルーマニア陸軍は国内からドイツ軍を追放してソ連軍を迎え入れ、ブダペストの戦いとプラハ攻勢でソ連軍と共にハンガリーやチェコへ侵攻してドイツ軍を攻撃した。

### 冷戦時代
ルーマニアにソ連軍が進駐した事は、ルーマニア陸軍がソ連軍との結び付きを強める事を意味した。まず軍内部からドイツ軍との協力時代に培われた方針や装備を一掃して、新たにソ連式の2個師団を創設した。師団はルーマニア人の民兵（共産パルチザン）や戦争捕虜を兵員の供給源とし、ソ連軍から徹底した訓練を受けた。師団はトゥドル・ヴラディミレスク義勇師団と名付けられ、ニコラエ・カンブレア将軍によって指揮された。もう一つの師団はミハイ・ラスカルによって指揮され、18世紀のトランシルヴァニアの反乱を指揮した三人の指導者の名を取って、ホリア・クロシュカ・クリシャン義勇師団と呼ばれた。

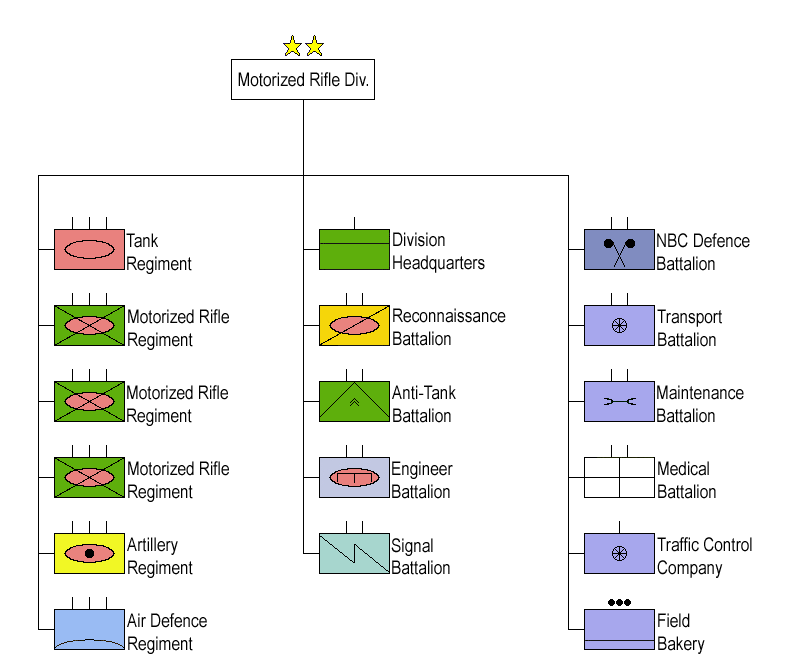
冷戦時代のルーマニア陸軍自動車化狙撃師団の編成図。
3個自動車化狙撃連隊と1個戦車連隊、1個砲兵連隊を基幹としている。

終戦後にソ連の肝煎りでルーマニア共産党が政権を奪取、エミル・ボドナラシュ(Emil Bodnăraş)国防大臣は陸軍の再建に関してもソ連軍の協力を仰いだ。東欧諸国がソ連の軍事ドクトリンに組み込まれる中で、ルーマニアは政治組織だけでなく、軍事面でもソ連を模倣する道を選んだ。
1950年代、ルーマニア軍は12個の歩兵師団（内1個師団は自動車化された）と1個戦車師団で編成された。1960年～1964年には更に狙撃（ライフル）師団と自動車化師団を統合して自動車化狙撃師団に強化されたが、これがルーマニア軍の戦力規模のピークだった。以後、ルーマニア陸軍は弱体化が続いていき、1970年時点で6個自動車化狙撃兵団と2個戦車師団にまで縮小していた。1970年から1976年まで3個自動車化狙撃師団を増設したが、1977年に元に戻された。結局、冷戦後期には8個自動車化狙撃師団と3個戦車師団が常態化した。
1980年代の間に陸軍は140,000人の人員（3分の2は徴集兵だった）で構成されており、北部・西部・南部に分割配置された。有事にはそれぞれの軍管区の中心地（ブカレストを含む）が司令部となり、8個自動車化師団と2個戦車師団に加えて3個空挺連隊と4個山岳連隊が動員可能となっていた。自動車化狙撃師団は1万2000名の要員からなり、3個連隊と1個戦車連隊で編成される完全なソ連式編成で、対空連隊（1個SAM大隊と2個対空砲大隊）・砲兵連隊が歩兵連隊や戦車師団の行動を助けた。1980年代後期には2個砲兵大隊・1個自走ロケット大隊・1個地対空ミサイル大隊を含んだ
地対地ミサイル大隊は3つまたは4つの分隊に分けられ、各々が1基のミサイルランチャーを備えていた。FROG-3とスカッドを運用し、命中精度は低いものの核兵器や化学兵器を弾頭に使用する事で破壊的な威力を維持していた。1988年、ルーマニア陸軍の内部関係者はルーマニア軍がミサイル用の化学兵器弾頭を製造していた事を認めた。

### 現代
冷戦終結後、革命により共産政権が倒れた後の深刻な経済難で主要な師団は解散され、多くの器材は段階的に排除されたか廃棄された。再編が行われた1990年代後半のルーマニア陸軍の状況は深刻で、軍の予算は1989年（6億3600万ドル）から3年も減額を続け、器材の50%は30年以上前に製造されていた。そして装甲車両の60%とミサイル部隊の85%は使用不可能な状態だった。 燃料と訓練の不足のために、ルーマニア陸軍の戦力は非常に低く評価された（全陸軍の3割のみが活動していた）。1996年以後、事態を重く見た政府は軍の再建に乗り出した。

## 特殊部隊
革命以前や直後のルーマニア陸軍には特殊部隊という概念がなかった。国内の情勢が安定してきた2008年8月、ルーマニア陸軍初の特殊部隊である第１特殊作戦連隊が結成され、その後、第６特殊作戦旅団ﾞミハイ･ヴィテアズルﾞへと部隊を発展させた。

## 国際活動

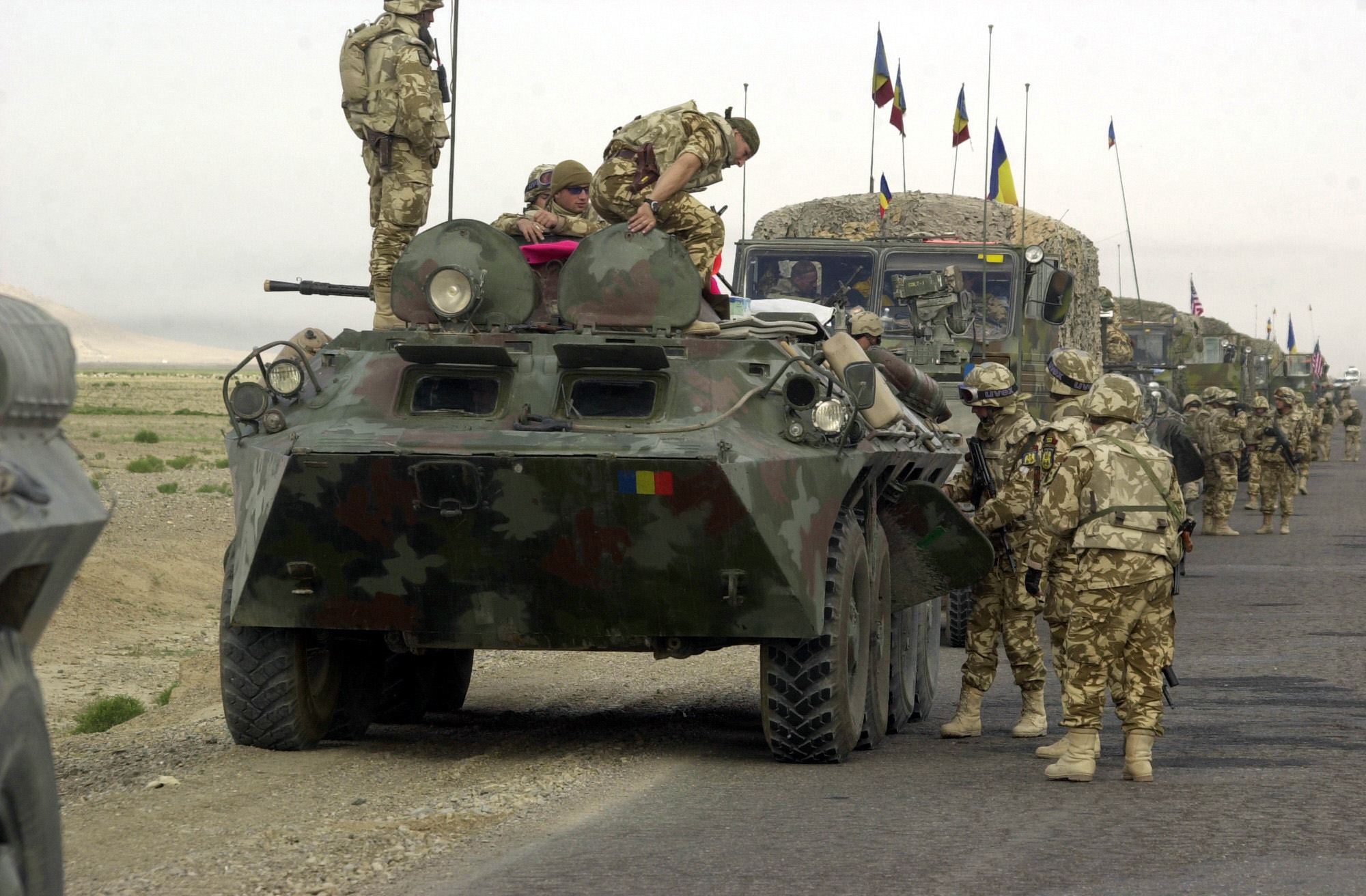
有志連合のルーマニア軍（アフガニスタン、2003年）

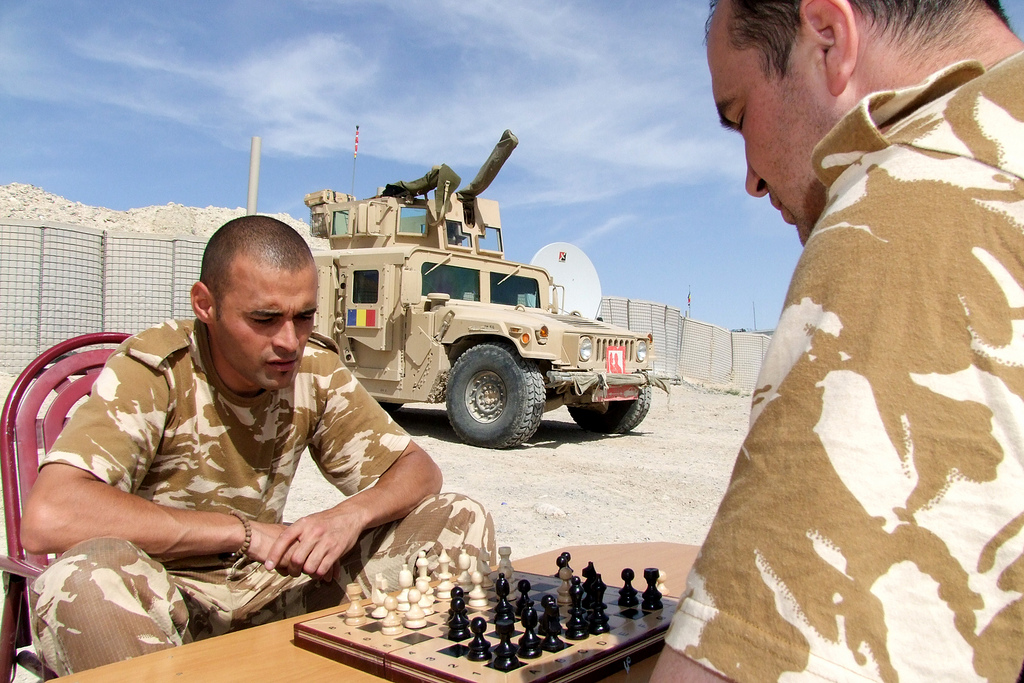
休憩中にチェスを指す兵士（アフガニスタン、2009年）

対テロ戦争にはISAFとして参加しており、2014年に大半の部隊が撤収した後も警察に対する訓練のため駐留している。

## 装備
革命前や軍の再建以前はソ連製またはその独自の改良型を運用していたが、軍が再建に乗り出すと、アメリカやスイスなどの西側諸国製の兵器が特殊部隊を中心に配備されるようになった。

### 主力戦車
- M1A2 ×0/54
- TR-85/TR-85M1 ×227/54
- T-55AM/AM2 ×162

### 装軌車

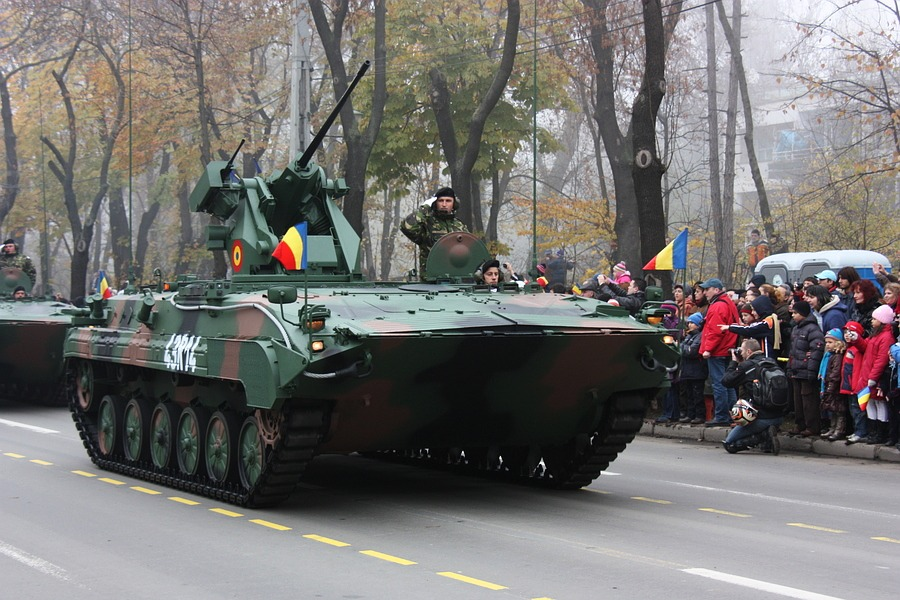
MLI-84歩兵戦闘車

- MLI-84/MLI-84M ×41/101

- MLVM ×76

### 装輪車
- TAB B33 ×69
- TAB-77 ×155
- TAB-71 ×211
- TABC-79 ×402
- 9P122/9P142 ×90/48
- ピラーニャV ×141/227
- ピラーニャIII ×43
- クーガー装甲車 ×4
- コブラ II ×0/1059[16]
- M1113/M1114 HMMWV ×300
- URO VAMTACS-3/S-3-HD ×66
- JLTV ×33/129
- PVP装甲車 ×16
- ゼーブ装輪装甲車 ×3

### 榴弾砲

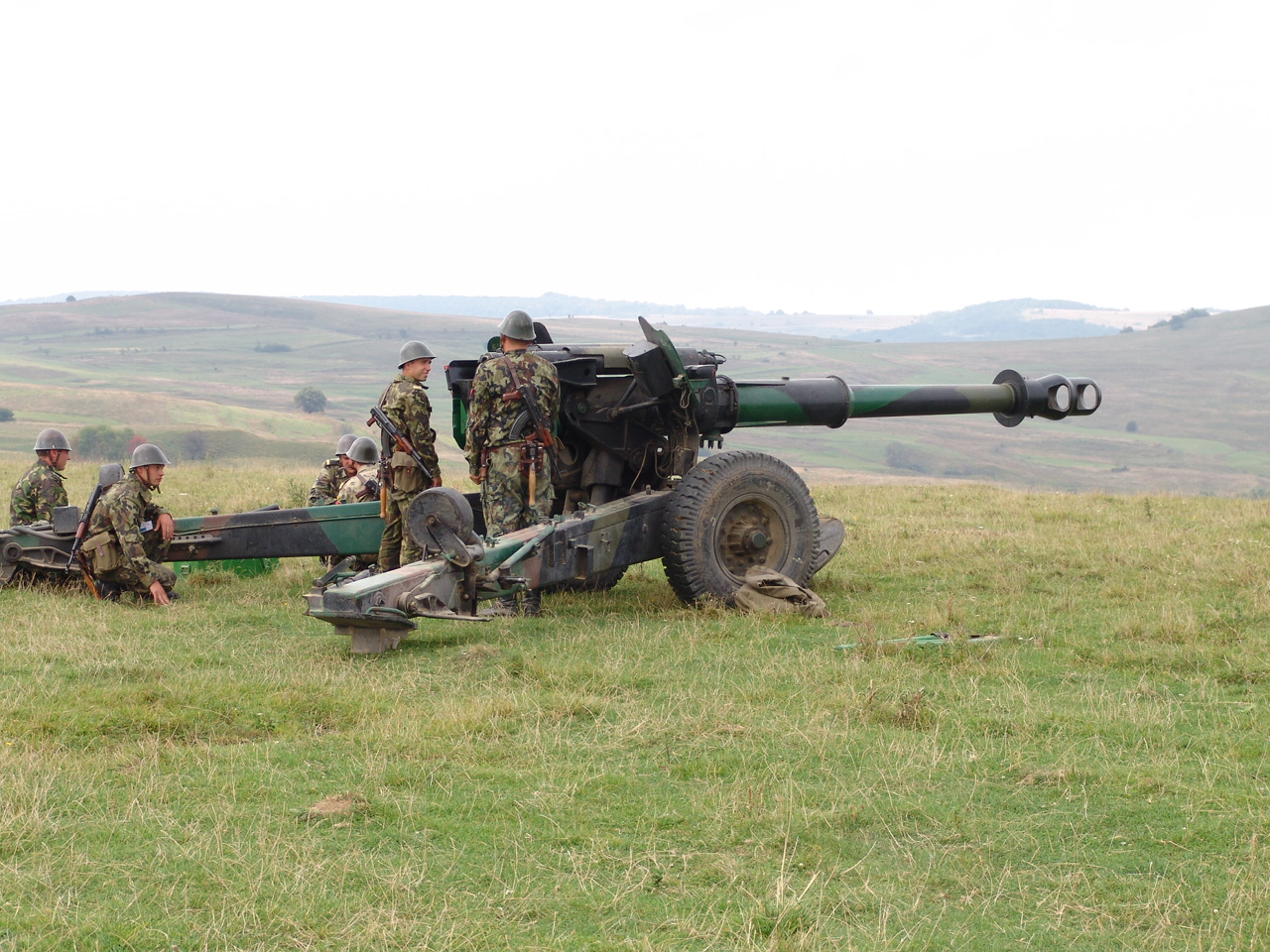
M81榴弾砲

- M-30M 122mm榴弾砲 ×202
- M81榴弾砲 ×320
- M85榴弾砲 ×116

### 対空兵器
- ZU-2対空機銃
- エリコンGDF-203連装機関砲
- ゲパルト自走対空砲
- 2K12クープ
- 9K33オサー

### 自走砲
- ATROM

### ロケット砲
- APR 40

### 小火器

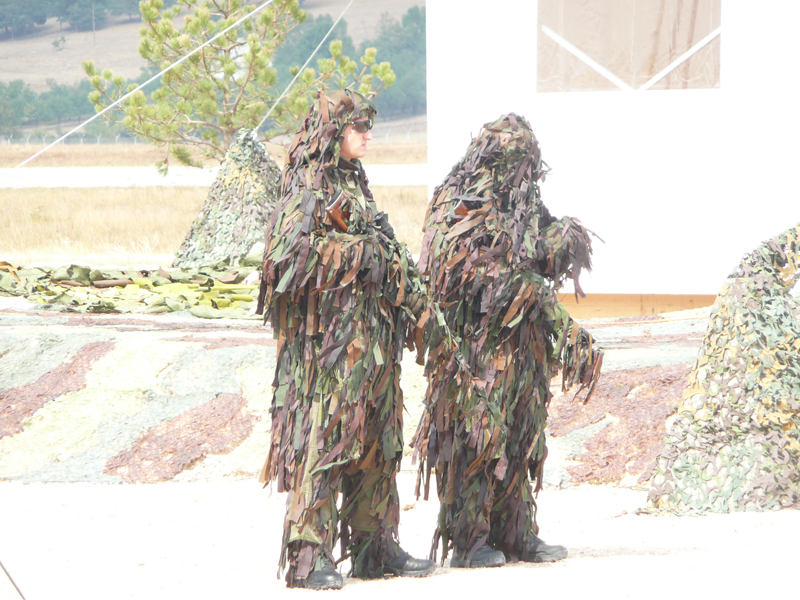
PSL狙撃銃を手にしたルーマニア陸軍の狙撃兵

- Md. 1933
- Md. 1995
- ミニウージー
- PM md. 1963

予備役部隊のみ。
- PA md. 86
- PM md. 64軽機関銃
- Mitraliera md.66機関銃
- SS-77機関銃
- PSL狙撃銃

### 重火器
- ブローニングM2HB
- DShK38重機関銃

### 対戦車火器
- AG-7ロケットランチャー
- AG-9無反動砲
- 9M111対戦車ミサイル
- 9M14マリュートガ

車載型のみ
- 9M113コンクルークス

車載型のみ

### 小火器･対戦車火器(特殊部隊)
- G36アサルトライフル
- SG551カービン
- ステアーAUG
- M249軽機関銃
- UMP9サブマシンガン
- MP5サブマシンガン
- グロック17拳銃
- M82対物狙撃銃
- M72A5

## 階級

### 将校
| NATO 階級符号     | OF-1          | OF-1       | OF-2    | OF-3  | OF-4               | OF-5    | OF-6               | OF-7             | OF-8               | OF-9             | OF-10            |
| 区分              | 尉官          | 尉官       | 尉官    | 佐官  | 佐官               | 佐官    | 将官               | 将官             | 将官               | 将官             | 将官             |
| 階級名            | 少尉          | 中尉       | 大尉    | 少佐  | 中佐               | 大佐    | 准将               | 少将             | 中将               | 大将             | 元帥             |
| ----------------- | ------------- | ---------- | ------- | ----- | ------------------ | ------- | ------------------ | ---------------- | ------------------ | ---------------- | ---------------- |
| 階級章 （兵科）   |               |            |         |       |                    |         |                    |                  |                    |                  |                  |
| 階級章 （空挺兵） |               |            |         |       |                    |         | 該当する階級無し   | 該当する階級無し | 該当する階級無し   | 該当する階級無し | 該当する階級無し |
| 階級名 （原語）   | Sublocotenent | Locotenent | Căpitan | Maior | Locotenent colonel | Colonel | General de brigadă | General maior    | General locotenent | General          | Mareșal          |
| 略称              | Slt.          | Lt.        | Cpt.    | Mr.   | Lt. col.           | Col.    | Gl. bg.            | Gl. mr.          | Gl. lt.            | Gl.              | -                |

### 下士官/特技兵・兵
| NATO 階級符号   | OR-1 / OR-2 | OR-3    | OR-4                  | OR-4                 | OR-4                | OR-5                        | OR-6                         | OR-7                          | OR-8                         | OR-9                        | OR-9                         |
| 区分            | 兵          | 兵      | 兵                    | 兵                   | 兵                  | 下士官                      | 下士官                       | 下士官                        | 下士官                       | 下士官                      | 下士官                       |
| 階級名          | 兵          | 兵長    | 三等伍長              | 二等伍長             | 一等伍長            | 軍曹                        | 上級軍曹                     | 曹長                          | 上級曹長                     | 先任上級曹長                | 最先任上級曹長               |
| --------------- | ----------- | ------- | --------------------- | -------------------- | ------------------- | --------------------------- | ---------------------------- | ----------------------------- | ---------------------------- | --------------------------- | ---------------------------- |
| 階級章          |             |         |                       |                      |                     |                             |                              |                               |                              |                             |                              |
| 階級名 （原語） | Soldat      | Fruntaș | Caporal clasa a III-a | Caporal clasa a II-a | Caporal Clasa a I-a | Sergent                     | Sergent major                | Plutonier                     | Plutonier major              | Plutonier adjutant          | Plutonier adjutant principal |
| 略称            | Sold.       | Frt.    | Cap. III              | Cap. II              | Cap. I              | Sg.                         | Sg. maj.                     | Plt.                          | Plt. maj.                    | Plt. adj.                   | Plt. adj. pr.                |
| 区分            |             |         |                       |                      |                     | 特技兵                      | 特技兵                       | 特技兵                        | 特技兵                       | 特技兵                      | 特技兵                       |
| 階級名          |             |         |                       |                      |                     | 五等特技兵                  | 四等特技兵                   | 三等特技兵                    | 二等特技兵                   | 一等特技兵                  | 特技兵長                     |
| 階級章          |             |         |                       |                      |                     |                             |                              |                               |                              |                             |                              |
| 階級名 （原語） |             |         |                       |                      |                     | Maistru militar clasa a V-a | Maistru militar clasa a IV-a | Maistru militar clasa a III-a | Maistru militar clasa a II-a | Maistru militar clasa a I-a | Maistru militar principal    |
| 略称            |             |         |                       |                      |                     | M. m. V                     | M. m. IV                     | M. m. III                     | M. m. II                     | M. m. I                     | M. m. p.                     |

## 資料
- Gordon L. Rottman, 'Warsaw Pact Ground Forces,' Osprey Elite Series No.10, Osprey, London, 1987